# Women's City Club
El Women's City Club es un club de mujeres ubicado en 2110 Park Avenue en el Downtown de Detroit, Míchigan, dentro del Distrito Histórico de Park Avenue. Fue incluido en el Registro Nacional de Lugares Históricos y designado Sitio Histórico del Estado de Míchigan en 1979.

## Historia
Las organizaciones de mujeres se volvieron cada vez más influyentes en los años posteriores a la Guerra de Secesión a medida que surgió en la nación una clase de mujeres de clase media con un alto nivel de educación. Su impacto alcanzó su punto máximo en los años de la Primera Guerra Mundial, cuando se ratificó la Decimonovena Enmienda a la Constitución, que garantiza el sufragio femenino. 
En Detroit se hizo evidente que las organizaciones de mujeres necesitaban un lugar para reunirse. En 1919, varios activistas locales fundaron el "Women's City Club" para "promover un amplio conocimiento entre las mujeres". El club contrató al arquitecto William B. Stratton (esposo de la ceramista y miembro del club Mary Chase Perry Stratton ) para diseñar un edificio adecuado; la estructura se completó en 1924.

## Descripción
El exterior del edificio está construido con ladrillos, en un estilo moderno sin rasgos distintivos. Los seis pisos se diferencian en los tres pisos inferiores, que son en bloque y regulares; y los tres pisos superiores, que parecen estar ubicados en los pisos inferiores. El color del ladrillo difiere entre las dos secciones, al igual que la apariencia de las ventanas. También hay una gama horizontal de ladrillos entre las dos secciones.
Los pisos inferiores fueron diseñados para ser espacios de encuentro para eventos sociales y planificación de las actividades de los socios. Los tres pisos superiores se utilizaron como apartamentos para las mujeres que se mudaron a Detroit por motivos de trabajo y deseaban vivir en un entorno saludable.
La decoración interior estuvo fuertemente influenciada por el entonces actual movimiento Arts and Crafts, con herrajes forjados a mano y azulejos de cerámica Pewabic. La piscina también fue decorada con azulejos Pewabic.

## Uso
El City Club ofreció una serie de clases y programas de recreación para mujeres, y finalmente inscribió a más de 8.000 miembros. Sin embargo, la membresía disminuyó después de la Segunda Guerra Mundial, y en 1974 el club se mudó a barrios más pequeños. El espacio social se utilizó para diversos fines, incluido un restaurante y un bar en años posteriores. Fue propiedad de Forbes Management hasta 2017 (también propietarios del Elwood Bar, Gem Theatre y The Fillmore Detroit), y había recibido una actualización de su fachada. Luego, Forbes lo vendió a una entidad vinculada a Eric Larson y su empresa de desarrollo, Larson Realty Group, que luego lo vendió a una entidad vinculada a Olympia Entertainment, propiedad de Ilitch, en 2017 por 5,85 millones de dólares. Olympia Entertainment anunció entonces que sería renovado como parte del nuevo desarrollo de Olympia, el "Distrito Detroit".